# マウティック
マウティック（英: Mautic）は、米国マサチューセッツ州ボストン市に本社を置く、オープンソースマーケティングオートメーション（Marketing Automation）を中心としたクラウドコンピューティング・サービスの提供企業である。2014年に、デイビット・ハーリーによって設立された。マウティックの開発は世界初・世界最大級のオープンソースマーケティングオートメーションコミュニティによって支えられている。
2019年5月に、オープンソースコンテンツ管理システムサービスを提供するアクイア（Acquia）による買収が発表された。

## 受賞
- 「MarTech Breakthrough Awards」マーケティングオートメーションツール部門（2019)[4]